# Saison 1 de C'est Moi le chef !
Chronologie
Saison 2
Cet article présente les épisodes de la première saison de la série télévisée américaine Last Man Standing.

## Généralités
- La série est diffusée depuis le samedi 2 février 2013 sur RTL-TVI,mais reste inédite dans les autres pays francophones.

### Synopsis
Cette série est une comédie sur un homme vivant dans un monde dominé par les femmes.

## Distribution de la saison

### Acteurs principaux
- Tim Allen (VF : Michel Papineschi) : Mike Baxter
- Nancy Travis (VF : Martine Irzenski) : Vanessa Baxter
- Kaitlyn Dever (VF : Leslie Lipkins) : Eve Baxter
- Molly Ephraim (VF : Anouck Hautbois) : Amanda Elaine « Mandy » Baxter
- Alexandra Krosney (VF : Audrey Sablé) : Kristin Beth Baxter
- Christoph Sanders (VF : Hervé Grull) : Kyle Anderson
- Héctor Elizondo (VF : François Jaubert) : Edward « Ed » Alzate

### Acteurs récurrents
- Evan et Luke Kruntchev : Boyd Baxter, fils de Kristin
- Danielle Bisutti : Michelle, voisine et meilleure amie de Vanessa
- Robert Forster : Bud Baxter, père de Mike

## Liste des épisodes

### Épisode 1:Papa Poule
- États-Unis /  Canada : 11 octobre 2011 sur ABC / Citytv
- Belgique : 2 février 2013 sur RTL-TVI[1]

- États-Unis : 12,93 millions de téléspectateurs[2] (première diffusion)

### Épisode 2:Sécurité bébé
- États-Unis /  Canada : 11 octobre 2011 sur ABC / Citytv
- Belgique : 2 février 2013 sur RTL-TVI

- États-Unis : 13,46 millions de téléspectateurs[2] (première diffusion)

### Épisode 3:Scandale à la crêche
- États-Unis /  Canada : 18 octobre 2011 sur ABC / Citytv
- Belgique : 9 février 2013 sur RTL-TVI

- États-Unis : 10,34 millions de téléspectateurs[3] (première diffusion)

### Épisode 4:Un halloween mouvementé
- États-Unis /  Canada : 25 octobre 2011 sur ABC / Citytv
- Belgique : 16 février 2013 sur RTL-TVI

- États-Unis : 9,88 millions de téléspectateurs[4] (première diffusion)

### Épisode 5:Vive la mixité!
- États-Unis /  Canada : 1er novembre 2011 sur ABC / Citytv
- Belgique : 23 février 2013 sur RTL-TVI

- États-Unis : 9,42 millions de téléspectateurs[5] (première diffusion)

### Épisode 6:Bon flic, méchant flic
- États-Unis /  Canada : 8 novembre 2011 sur ABC / Citytv
- Belgique : 2 mars 2013 sur RTL-TVI

- États-Unis : 9,26 millions de téléspectateurs[6] (première diffusion)

### Épisode 7:Attention alarme
- États-Unis /  Canada : 15 novembre 2011 sur ABC / Citytv
- Belgique : 9 mars 2013 sur RTL-TVI

- États-Unis : 9,06 millions de téléspectateurs[7] (première diffusion)

### Épisode 8:Les règles de la maison
- États-Unis /  Canada : 22 novembre 2011 sur ABC / Citytv
- Belgique : 16 mars 2013 sur RTL-TVI

- États-Unis : 9,29 millions de téléspectateurs[8] (première diffusion)

### Épisode 9:Devine qui vient diner ce soir!
- États-Unis /  Canada : 29 novembre 2011 sur ABC / Citytv
- Belgique : 23 mars 2013 sur RTL-TVI

- États-Unis : 10,32 millions de téléspectateurs[9] (première diffusion)

### Épisode 10:La trêve de Noël
- États-Unis  /  Canada : 6 décembre 2011 sur ABC / Citytv
- Belgique : 30 mars 2013 sur RTL-TVI

- États-Unis : 8,79 millions de téléspectateurs[10] (première diffusion)

### Épisode 11:La passion de Mandy
- États-Unis /  Canada : 13 décembre 2011 sur ABC / Citytv
- Belgique : 6 avril 2013 sur RTL-TVI

- États-Unis : 7,51 millions de téléspectateurs[11] (première diffusion)

### Épisode 12:Le pro de pêche
- États-Unis /  Canada : 3 janvier 2012 sur ABC / Citytv
- Belgique : 13 avril 2013 sur RTL-TVI

- États-Unis : 7,93 millions de téléspectateurs[12] (première diffusion)

### Épisode 13:Filles à papa
- États-Unis /  Canada : 10 janvier 2012 sur ABC / Citytv
- Belgique : 27 avril 2013 sur RTL-TVI

- États-Unis : 7,57 millions de téléspectateurs[13] (première diffusion)

### Épisode 14:Les deux font la paire
- États-Unis /  Canada : 17 janvier 2012 sur ABC / Citytv
- Belgique : 4 mai 2013 sur RTL-TVI

- États-Unis : 8,59 millions de téléspectateurs[14] (première diffusion)

### Épisode 15:Esprit es-tu la?
- États-Unis /  Canada : 7 février 2012 sur ABC / Citytv
- Belgique : 18 mai 2013 sur RTL-TVI[15]

- États-Unis : 7,78 millions de téléspectateurs[16] (première diffusion)

### Épisode 16:L'arbre de la discorde
- États-Unis /  Canada : 7 février 2012 sur ABC / Citytv
- Belgique : 11 mai 2013 sur RTL-TVI[17]

- États-Unis : 8,02 millions de téléspectateurs[16] (première diffusion)

### Épisode 17:Adrénaline
- États-Unis  /  Canada : 14 février 2012 sur ABC / Citytv
- Belgique : 25 mai 2013 sur RTL-TVI

- États-Unis : 7,64 millions de téléspectateurs[18] (première diffusion)

### Épisode 18:Baxter et fils
- États-Unis /  Canada : 21 février 2012 sur ABC / Citytv
- Belgique : 1er juin 2013 sur RTL-TVI

- États-Unis : 7,46 millions de téléspectateurs[19] (première diffusion)

### Épisode 19:La cloche a sonné
- États-Unis /  Canada : 28 février 2012 sur ABC / Citytv
- Belgique : 1er juin 2013 sur RTL-TVI

- États-Unis : 7,50 millions de téléspectateurs[20] (première diffusion)

### Épisode 20:La faute aux animaux
- États-Unis /  Canada : 20 mars 2012 sur ABC / Citytv
- Belgique : 15 juin 2013 sur RTL-TVI

- États-Unis : 6,98 millions de téléspectateurs[21] (première diffusion)

### Épisode 21:Une équipe de choc
- États-Unis /  Canada : 10 avril 2012 sur ABC / Citytv
- Belgique : 7 septembre 2013 sur RTL-TVI

- États-Unis : 6,84 millions de téléspectateurs[22] (première diffusion)

### Épisode 22:Tension paternelle
- États-Unis /  Canada : 17 avril 2012 sur ABC / Citytv
- Belgique : 11 janvier 2014 sur RTL-TVI

- États-Unis : 6,51 millions de téléspectateurs[23] (première diffusion)

### Épisode 23:Sous les feux des projecteurs
- États-Unis /  Canada : 1er mai 2012 sur ABC / Citytv
- Belgique : 27 avril 2014 sur RTL-TVI

- États-Unis : 6,52 millions de téléspectateurs[24] (première diffusion)

### Épisode 24:Argent (re)trouve
- États-Unis /  Canada : 8 mai 2012 sur ABC / Citytv
- Belgique : 13 mars 2015 sur RTL-TVI

- États-Unis : 6,62 millions de téléspectateurs[25] (première diffusion)